# 순천 김씨
순천 김씨(順天金氏)는 전라남도 순천시를 본관으로 하는 한국의 성씨이다.

## 역사
시조 김총(金摠)은 신라 시대 김알지의 후예로, 후백제에서 인가별감(引駕別監)을 지내었고, 견훤 후백제 초대 군주로부터 평양군(平陽君)에 봉해졌다. 평양(平陽)은 순천(順天)의 고호이다.
중시조는 역시 시조 김총(金摠)의 후손(후예)이자 전객서령 등을 지낸 김윤인(金允仁)으로 평양부원군(平陽府院君)에 첵록된 김승주(金承霔)의 증조부이다.
김윤인의 증손 김승주(金承霔)는 검교(檢校) 좌의정(左議政)을 지냈으며 평양부원군(平陽府院君)에 봉해지고 양경공(襄景公)의 시호를 받았다. 
김승주(金承霔)의 5세손 김순고(金舜皐)는 무과에 급제하고 지중추(知中樞)를 지네고 평양군(平陽君)에 봉해졌다. 
김순고(金舜皐)의 손자 김광화(金光譁)는 문과에 급제하고 응교(應敎)를 역임하였으며 서원에 배향되었다. 
김승주(金承霔)의 6세손 김여물(金汝岉)은 문과에 급제하고 의주목사(義州牧使)를 지냈다. 
김여물(金汝岉)의 아들 김류(金瑬)는 문과에 급제하고 영의정(領議政)을 역임하고 공신(功臣)으로 승평부원군(昇平府院君)에 봉해지고 문충공(文忠公)의 시호를 받았으며, 인조조(仁祖朝) 묘정(廟庭)에 배향되었다.

## 분파
- 파조 지평(持平) 김태영(金台泳)
  - 손자 김종서(金宗瑞) 문과 급제 좌의정 역임, 시호 충익공(忠翼公), 서원 배향
- 파조 판전교사사 김천호(金天皓)
- 파조 대제학 김지선(金之宣)
- 파조 직장 김제(金濟)
- 파명 : 전서공파(典書公派), 지평공파(持平公派), 묵재공파(黙齋公派), 절재공파(節齋公派), 전직공파(殿直公派), 영주공파(寧州公派), 사예공파(司藝公派), 양경공파(襄景公派), 참의공파(參議公派), 판사공파(判事公派), 익찬공파(翊贊公派), 정랑공파(正郞公派), 판서공파(判書公派), 승지공파(承旨公派), 감찰공파(監察公派), 군수공파(郡守公派), 횡성공파(橫城公派), 상의원정공파(尙衣院正公派)

## 항렬자
| 38세     | 39세   | 40세     | 41세   | 42세     | 43세   | 44세     | 45세   | 46세     | 47세   | 48세     | 49세   | 50세     |
| -------- | ------ | -------- | ------ | -------- | ------ | -------- | ------ | -------- | ------ | -------- | ------ | -------- |
| 口재(在) | 상(商) | 口연(淵) | 동(東) | 口환(煥) | 중(重) | 口석(錫) | 한(漢) | 口식(植) | 병(炳) | 口균(均) | 용(鏞) | 口호(浩) |

## 인구
- 1985년 11,092가구 45,622명
- 2000년 16,178가구 52,258명
- 2015년 62,916명